# スティーヴ・フォセット

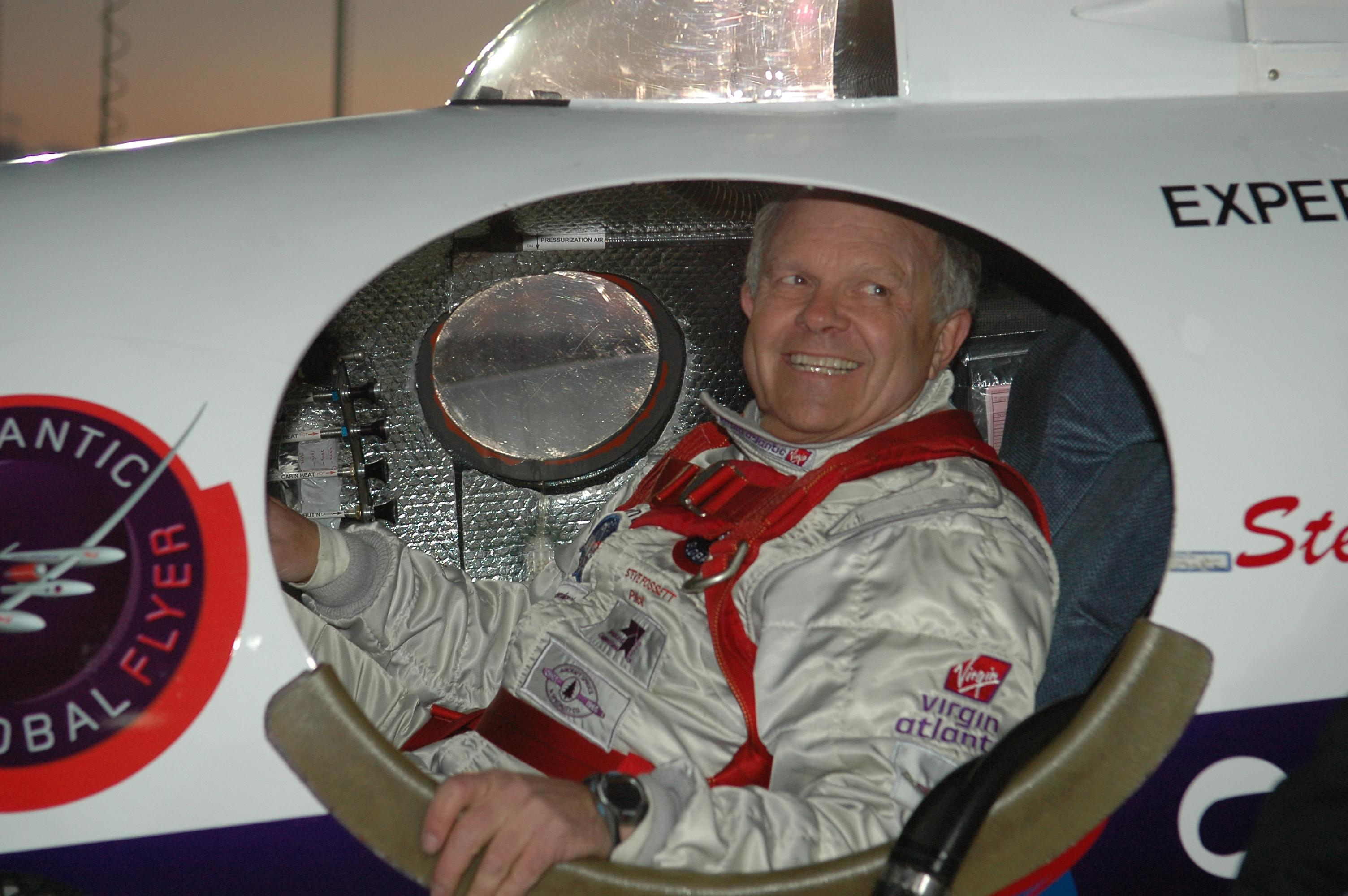
スティーヴ・フォセット（2007年2月8日）

ジェームズ・スティーヴン・フォセット（James Stephen Fossett, 1944年4月22日 - 2007年9月3日）は、アメリカ合衆国の飛行士、冒険家。テネシー州ジャクソン出身。

## 経歴
金融サービス業で財をなし、無休世界一周での5つの世界記録（単独気球、単独船舶、単独飛行機）をはじめ各種スポーツの記録をたてた。
カリフォルニア州、ガーデングローブで育ち、1966年、スタンフォード大学を卒業（BA）。1968年、MBA取得：Olin School of Business、セントルイス・ワシントン大学（ミズーリ州）。王立地理協会、エクスプローラーズ・クラブのフェロー。イーグル・スカウト。
航空記録としては単発ジェット機ヴァージン・アトランティック・グローバルフライヤー号による世界初の無給油単独世界一周（絶対記録としては最速世界一周、最長距離）と気球による単独世界一周（絶対記録としては気球による最長距離・時間飛行、最高高度、最速世界一周）が一般に有名。他にも下記など計87の航空世界記録を作っている。
- グライダー最高高度 15,460 m
- グライダー 最長三角コース距離 1,502.55 km
- グライダー 最速1,250kmコース速度 149.2 km/h
- 飛行船 絶対速度 115 km/h

2007年9月3日、車のスピード記録に挑戦するための実験コースを探すために小型機でネバダ州西部の個人飛行場を飛び立ったまま行方不明となり、 約1ヶ月間捜索が続けられたものの発見できないまま10月2日に捜索は打ち切られた。飛行機の航空無線機・航空機用救命無線機(ELT)、ブライトリングエマージェンシー腕時計ELTのいずれの電波発信も記録されていない。2008年2月15日、裁判所によって死亡宣告がなされた。
2008年10月1日、カリフォルニア州東部マンモス・レークス近くの山中でフォセットのものと見られる身分証明書やカード類、100ドル紙幣など遺留品が発見されたことを地元の警察が発表し、翌2日にはアメリカの国家運輸安全委員会が同山中で、フォセットが消息不明時に搭乗していた単発小型機（ベランカ/アメリカン・チャンピオン8KCABスーパーデカスロン）の残骸と遺体の一部を発見したことを公表した（事故調査報告）。その後、発見された2つの白骨のDNA鑑定が行われ、フォセットのものであることが判明して公式に死亡が確認された。

### ル・マン24時間レース
| 年     | チーム                        | コ・ドライバー                            | 使用車両                | クラス | 周回 | 総合順位 | クラス順位 |
| ------ | ----------------------------- | ----------------------------------------- | ----------------------- | ------ | ---- | -------- | ---------- |
| 1993年 | ポルシェ クレマー・レーシング | アルモ・コッペリ ロビン・ドノヴァン       | ポルシェ・962C          | C2     | 204  | DNF      | DNF        |
| 1996年 | クレマー・レーシング          | ジョージ・フーシェ スタンレー・ディケンズ | クレマー・K8 スパイダー | LMP1   | 58   | DNF      | DNF        |